# Pospiviroidae

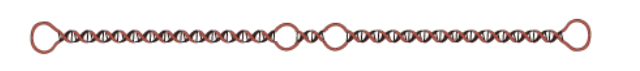
Viroidi della familia Pospiviroidae.

I pospiviroidae sono una famiglia di viroidi, compreso il primo viroide scoperto, PSTVd. 
La loro struttura secondaria è la chiave della loro attività biologica.
La classificazione di questa famiglia si basa sulle differenze nella sequenza conservata della regione centrale. Il genoma è costituito (in questo ordine) da un dominio terminale LH, un dominio patogeno, una regione centrale conservata (anello staminale pospiviroide RY motif), dominio variabile e un dominio terminale RH.
La replicazione di Pospiviroidae avviene in modo asimmetrico tramite RNA polimerasi, RNasi e RNA ligasi delle cellule ospiti. Il materiale genetico del viroide "confonde" i meccanismi di replicazione della cellula infettata, presentando similitudine molecolare con gli introni di peso compreso 5,8S e 25S dell'RNAs ribosomiale.

## Tassonomia
Famiglia Pospiviroidae:
- Genere Pospiviroid; specie tipo: Potato spindle tuber viroid
- Genere Hostuviroid; specie tipo: Hop stunt viroid
- Genere Cocadviroid; specie tipo: Coconut cadang-cadang viroid
- Genere Apscaviroid; specie tipo: Apple scar skin viroid
- Genere coleviroide; specie tipo: Coleus blumei viroid 1

### Riviste
- Giguère T, Perreault JP, Classification of the Pospiviroidae based on their structural hallmarks, in PLoS ONE, vol. 12, n. 8, 2017,  pp. e0182536, DOI:10.1371/journal.pone.0182536, PMC 5544226, PMID 28783761. URL consultato il 25 giugno 2020.
- Matsushita Y, Yanagisawa H, Sano T, Vertical and Horizontal Transmission of Pospiviroids, in Viruses, vol. 10, n. 12, December 2018, DOI:10.3390/v10120706, PMC 6315636, PMID 30545048. URL consultato il 25 giugno 2020.
- Giguère T, Perreault JP, Classification of the Pospiviroidae based on their structural hallmarks, in PLoS ONE, vol. 12, n. 8, 2017,  pp. e0182536, DOI:10.1371/journal.pone.0182536, PMC 5544226, PMID 28783761. URL consultato il 25 giugno 2020.
- Giguère T, Adkar-Purushothama CR, Perreault JP, Comprehensive secondary structure elucidation of four genera of the family Pospiviroidae, in PLoS ONE, vol. 9, n. 6, 2014,  pp. e98655, DOI:10.1371/journal.pone.0098655, PMC 4045682, PMID 24897295. URL consultato il 25 giugno 2020.
- Flores R, Hernández C, Martínez de Alba AE, Daròs JA, Di Serio F, Viroids and viroid-host interactions, in Annu Rev Phytopathol, vol. 43, 2005,  pp. 117-39, DOI:10.1146/annurev.phyto.43.040204.140243, PMID 16078879. URL consultato il 25 giugno 2020.* Freidhoff P, Bruist MF, In silico survey of the central conserved regions in viroids of the Pospiviroidae family for conserved asymmetric loop structures, in RNA, vol. 25, n. 8, August 2019,  pp. 985-1003, DOI:10.1261/rna.070409.119, PMID 31123078. URL consultato il 25 giugno 2020.

### Testi
- Ahmed Hadidi, Ricardo Flores, John W Randles, Peter Palukaitis, Viroids and Satellites, Elsevier Science, 18 luglio 2017,  p. 480, ISBN 978-0-12-801702-9.
- T.O. Diener, The Viroids, Springer Science & Business Media, 6 dicembre 2012,  p. 342, ISBN 978-1-4613-1855-2.
- Richard Ellis Ford Matthews e Roger Hull, Matthews' Plant Virology, Gulf Professional Publishing, 2002,  p. 593, ISBN 978-0-12-361160-4.
- L. R. Verma e R. C. Sharma, Diseases of Horticultural Crops: Fruits, Indus Publishing, 1999,  p. 563, ISBN 978-81-7387-095-8.
- Alan Cann, Principles of Molecular Virology, Elsevier, 9 agosto 2005,  p. 251, ISBN 978-0-12-088789-7.